# Stefan Heinloth

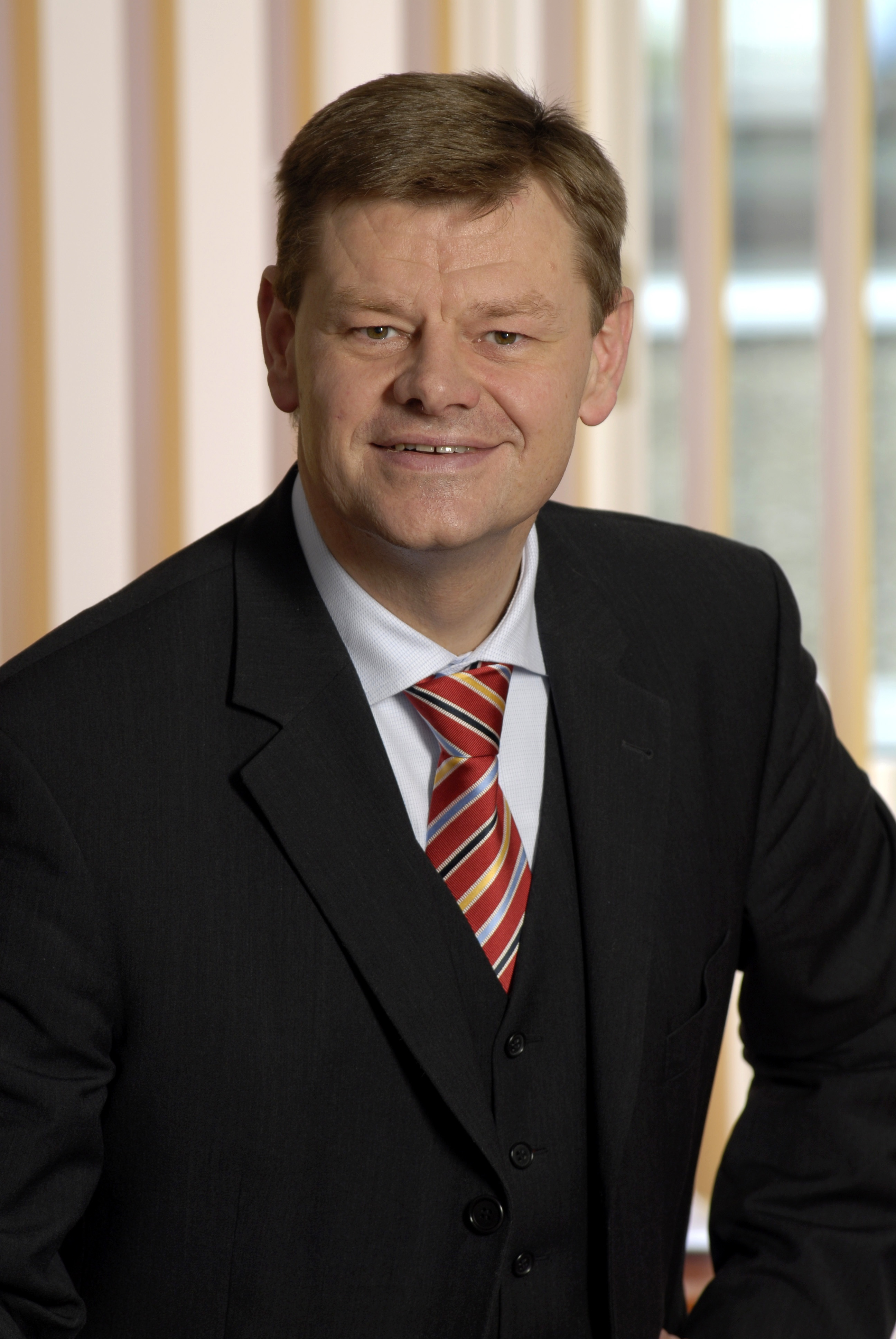
Stefan Heinloth

Stefan Heinloth (* 9. Juni 1963 in Cambridge, Massachusetts, USA) ist ein deutscher Wirtschaftsmanager und Autor.
Heinloth schlug 1982 die Offizierslaufbahn ein und absolvierte an der Universität der Bundeswehr in München ein Studium der Luft- und Raumfahrttechnik. Dem Abschluss zum Dipl.-Ing. 1987 folgte 1994 am Henley Management College in London die Graduierung zum Master of Business Administration. Nach Führungspositionen bei der Bundeswehr und einer Projektarbeit beim Luft- und Raumfahrtkonzern DASA-Dornier übernahm Heinloth 1994 in der Deutschen Gesellschaft zur Zertifizierung von Managementsystemen – DQS GmbH die Funktion des Qualitätsbeauftragten.
Im Februar 1996 wurde er Geschäftsführer der DQS Inc., der in Chicago neu gegründeten US-Tochtergesellschaft der DQS GmbH. Als Nachfolger von Joachim Pärsch übernahm er 2000 die  Geschäftsführung der DQS GmbH in Frankfurt am Main. Infolge des Zusammenschlusses der DQS GmbH mit UL MSS, der Managementsystemsparte der US-amerikanischen Underwriters Laboratories Inc., zur DQS-UL Gruppe wechselte Stefan Heinloth 2008 an die Spitze der DQS Holding GmbH. Er verantwortet dort die Strategie und internationale Geschäftsentwicklung der Unternehmensgruppe sowie Finanzen und Personal. Er verließ die DQS Holding GmbH zum 31. Dezember 2020. Seit 2021 ist er als selbstständiger Unternehmensberater tätig.
Stefan Heinloth – Sohn des Experimentalphysikers Klaus Heinloth (1935–2010), ehemals Professor an der Rheinischen Friedrich-Wilhelms-Universität Bonn – ist verheiratet, hat drei Kinder und lebt im unterfränkischen Landkreis Aschaffenburg.

## Werke (Auswahl)
- Stefan Heinloth: Praxishandbuch für Führungskräfte, Hanser Verlag, 2011, ISBN 978-3-446-42578-1.
- Stefan Heinloth: Preis der Freiheit – Akkreditierung ist kein Geschäft für den freien Markt, QZ Qualität und Zuverlässigkeit 02/2004.
- Stefan Heinloth: Endspurt für die DIN EN ISO 9001:2000, QZ Qualität und Zuverlässigkeit, 08/2003.
- Stefan Heinloth: Measuring Quality’s Return on Investment, Quality Digest (USA), 2000.
- Stefan Heinloth: Selecting a Registrar, Quality Digest (USA), 1996.